# Prince of the Plains (film 1949)
Prince of the Plains è un film del 1949 diretto da Philip Ford e prodotto dalla Republic Pictures. Di genere western, aveva come interpreti principali Monte Hale, Paul Hurst e Shirley Davis.

## Produzione
Il film, diretto da Philip Ford su una sceneggiatura di Louise Rousseau e Albert DeMond, fu prodotto da Melville Tucker, come produttore associato, per la Republic Pictures e girato nell'Iverson Ranch a Chatsworth, Los Angeles, California, da inizio gennaio a metà gennaio 1949.

## Distribuzione
Il film fu distribuito negli Stati Uniti dall'8 aprile 1949 al cinema dalla Republic Pictures. È stato distribuito anche in Brasile con il titolo Príncipe das Planícies.